# Deighton (Hambleton)
Deighton – wieś w Anglii, w hrabstwie North Yorkshire, w dystrykcie (unitary authority) North Yorkshire. Leży 55 km na północny zachód od miasta York i 334 km na północ od Londynu.